# Метотрексат

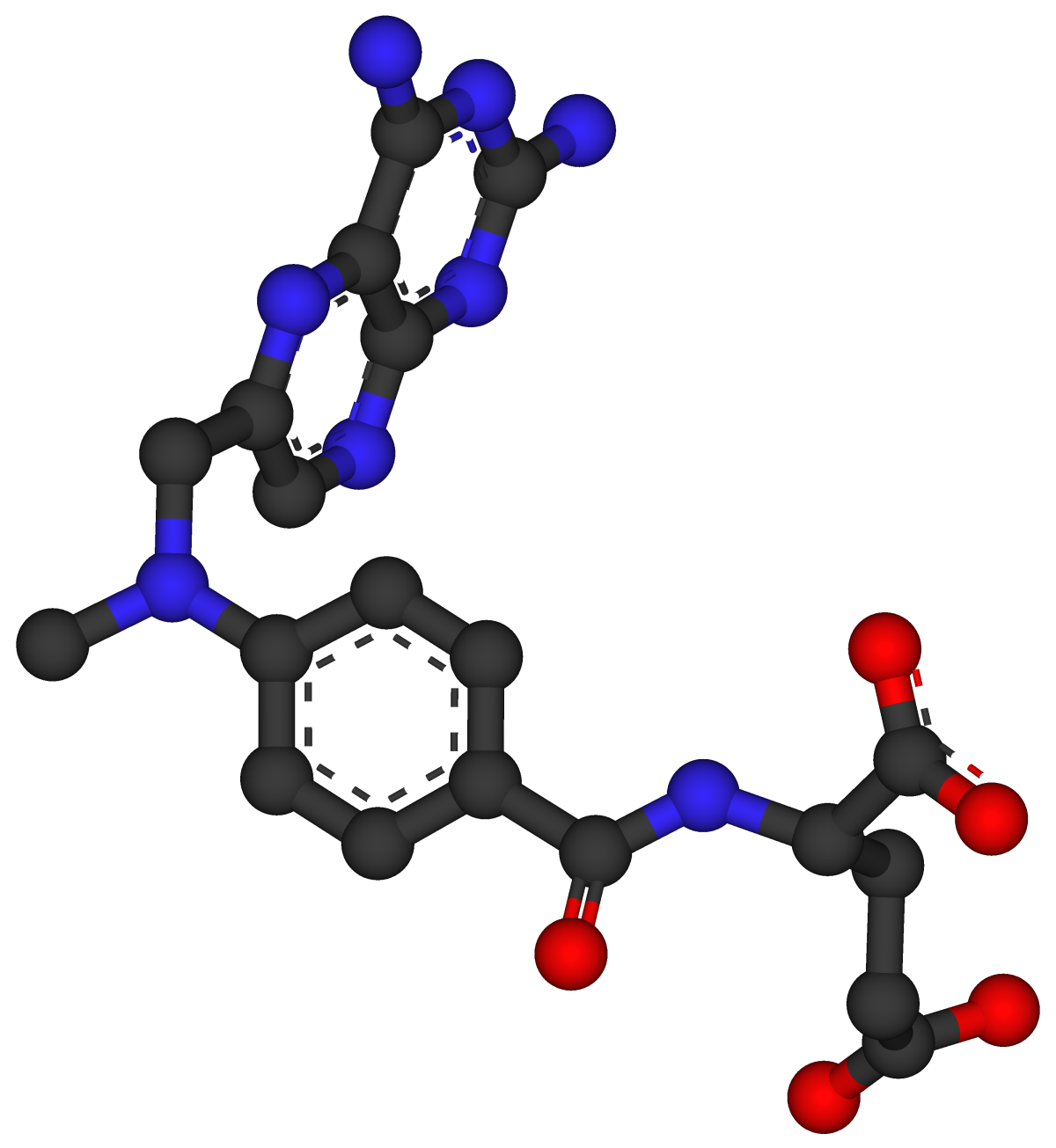
Метотрексат

Метотрексат — цитостатический препарат из группы антиметаболитов, антагонистов фолиевой кислоты. Оказывает выраженное иммуносупрессивное действие даже в относительно низких дозах, не обладающих заметной гематологической токсичностью. Благодаря этому метотрексат шире, чем другие цитостатики с иммуносупрессивной активностью, применяется в качестве подавляющего иммунитет препарата. Синтезирован в 1940-х годах сотрудником Лаборатории Ледерле (ныне часть «Pfizer») Йеллапрагадой Суббарао.

## Фармакологическое действие
Действует в S-фазу клеточного цикла. Механизм действия связан с ингибированием синтеза пуриновых нуклеотидов и тимидилата в результате необратимого связывания с дигидрофолатредуктазой, что препятствует восстановлению дигидрофолата в активный тетрагидрофолат. Более активен в отношении быстро растущих клеток.

## Фармакокинетика
В значительной степени проникает через ГЭБ (в зависимости от применяемой дозы). При интратекальном введении в значительном количестве поступает в системный кровоток. Связывание с белками (преимущественно с альбумином) плазмы около 50 %. Биотрансформируется в печени. Выводится почками (в неизменённом виде) и с желчью (менее 10 %). T1/2 зависит от применяемой дозы и имеет существенные индивидуальные различия. При повторном введении накапливается в тканях в виде метаболитов.

## Показания
Острый лимфолейкоз, трофобластическая болезнь, рак кожи, рак шейки матки и вульвы, рак пищевода, плоскоклеточный рак головы и шеи, рак почечной лоханки и мочеточников, остеогенная и мягкоклеточная саркома, саркома Юинга, рак легкого, рак молочной железы, герминогенные опухоли яичка и яичников, рак печени, рак почки, ретинобластома, медуллобластома, рак полового члена, лимфогранулематоз, апластическая анемия. Псориаз, воспалительные заболевания кишечника (язвенный колит, болезнь Крона), ревматоидный артрит, ряд других аутоиммунных заболеваний в адекватных дозах. Инъекции метотрексата — приемлемая форма лечения больных с внематочной беременностью без признаков разрыва маточных труб, гемодинамической нестабильности и гемоперитонеума.

## Способ применения
Принимают внутрь, вводят внутривенно, внутримышечно, интралюмбально. Дозу устанавливают индивидуально, в зависимости от показаний и стадии заболевания, состояния системы кроветворения, схемы противоопухолевой терапии. При лечении больных активной формой болезни Крона применяется в дозе 25 мг внутримышечно 1 раз в неделю, что позволяет уменьшить дозу кортикостероидов. В последующем, для поддержания ремиссии вводится по 15 мг внутримышечно 1 раз в неделю.

## Побочное действие
Со стороны пищеварительной системы: возможны язвенный стоматит, анорексия, гингивит, фарингит, тошнота; редко — диарея, мелена, энтерит, панкреатит; в отдельных случаях (при длительном ежедневном применении) — некроз печени, цирроз, жировая атрофия, перипортальный фиброз печени.
Со стороны системы кроветворения: лейкопения, анемия, тромбоцитопения.
Со стороны ЦНС: чувство усталости, головокружение; редко — головная боль, афазия, сонливость, судороги.
Со стороны репродуктивной системы: нарушения оогенеза и сперматогенеза, олигоспермия, нарушения менструального цикла, снижение либидо, импотенция.
Со стороны мочевыделительной системы: гематурия, цистит, выраженные нарушения функции почек.
Аллергические реакции: озноб, снижение сопротивляемости к инфекции; редко — крапивница, токсический эпидермальный некролиз, синдром Стивенса-Джонсона.
Дерматологические реакции: кожная сыпь, фотосенсибилизация, нарушения пигментации, телеангиэктазии, акне, фурункулёз.
Возможное изменение роста за определенное время.

## Противопоказания
Выраженные нарушения функции печени и/или почек, лейкопения, тромбоцитопения, беременность. Метотрексат не следует применять при иммунодефицитных состояниях.

## Беременность и лактация
Метотрексат противопоказан к применению при беременности. При необходимости назначения в период лактации следует прекратить грудное вскармливание.
В экспериментальных исследованиях установлено эмбриотоксическое и тератогенное действие метотрексата.

## Особые указания
Не следует применять метотрексат при асците, плевральном выпоте, язвенной болезни желудка и двенадцатиперстной кишки, язвенном колите, подагре или нефропатии (в том числе в анамнезе).
Не рекомендуют применять у пациентов с ветряной оспой (в том числе недавно перенесённой или после контакта с заболевшими), опоясывающим герпесом и другими острыми инфекционными заболеваниями.
Перед началом терапии и на фоне проводимого лечения следует контролировать картину периферической крови, функцию печени и почек, рентгенографию грудной клетки.
При лечении ревматоидного артрита или псориаза развёрнутый общий анализ крови следует делать не реже 1 раза в месяц, а лабораторные исследования функции печени или почек — не реже 1 раза в 1-2 месяца.
При применении по поводу псориаза не следует прерывать местное лечение заболевания. При передозировке рекомендуется применение кальция фолината (но не позднее, чем через 4 ч).
При проведении комбинированной противоопухолевой терапии следует соблюдать особую осторожность при одновременном применении метотрексата в высоких дозах с препаратами, оказывающими нефротоксическое действие (например, с цисплатином).
Не рекомендуют проводить вакцинацию пациентов (любыми вакцинами) и членов их семей (живыми вакцинами).
С осторожностью следует сочетать метотрексат (даже в низких дозах) с ацетилсалициловой кислотой. В экспериментальных исследованиях установлено канцерогенное и мутагенное действие метотрексата.
Метотрексат в форме таблеток, лиофилизированного порошка для инъекций и раствора для инъекций включён в Перечень ЖНВЛС.

## Лекарственное взаимодействие
Наиболее важными в клинической практике являются лекарственные взаимодействия метотрексата с ингибиторами протонной помпы и некоторыми нестероидными противовоспалительными препаратами, при которых нарушаются механизмы выведения метотрексата и возрастает частота развития токсических реакций. Комбинации метотрексата с биологическими и таргетными синтетическими базисными противовоспалительными препаратами считаются терапевтически целесообразными в связи с их фармакодинамическими эффектами и синергизмом действия .
Одновременное применение НПВС в высоких дозах может привести к увеличению концентрации метотрексата в плазме и к удлинению периода его выведения, а также к увеличению концентрации метотрексата, не связанного с альбуминами плазмы, что, в свою очередь, усиливает токсические эффекты метотрексата (прежде всего на ЖКТ и систему кроветворения).
Салицилаты потенцируют действие метотрексата вследствие уменьшения его почечной экскреции.
У пациентов, получающих омепразол, возможно повышение концентрации метотрексата в плазме крови.
При одновременном применении с витаминными препаратами, содержащими фолиевую кислоту или её производные, возможно снижение эффективности метотрексата.
При одновременном применении с пенициллинами метотрексата (даже в низких дозах) возможно усиление его токсических эффектов.
При одновременном применении с сульфаниламидами, особенно с котримоксазолом, существует риск усиления миелодепрессивного действия.
При применении азота закиси у пациентов, получающих метотрексат, возможно развитие тяжелой непредсказуемой миелодепрессии, стоматита.
При одновременном применении с метотрексатом вальпроевой кислоты возможно уменьшение её концентрации в плазме крови.
Колестирамин связывает метотрексат, уменьшает его энтерогепатическую рециркуляцию, что приводит к снижению его концентрации в плазме крови.
При одновременном применении с меркаптопурином возможно повышение его биодоступности вследствие нарушения метаболизма при первом прохождении через печень.
При одновременном применении с пробенецидом возможно 3—4-кратное увеличение концентрации метотрексата в плазме крови вследствие уменьшения его почечной экскреции.
При одновременном применении метотрексата с ретиноидами возможно повышение риска гепатотоксического действия.
После курса лечения тетрациклином метотрексат, применяемый даже в низких дозах, может оказывать токсическое действие.
При последовательном введении метотрексата и фторурацила возможен синергизм действия; фторурацил, введённый перед метотрексатом, может уменьшать его токсичность.
Неомицин и паромомицин уменьшают абсорбцию метотрексата из ЖКТ.
Цисплатин оказывает нефротоксическое действие и поэтому может уменьшать почечную экскрецию метотрексата, что приводит к усилению его токсичности.
Возможно повышение токсичности при применении циклоспорина у пациентов, получавших метотрексат.